# Sérgio Cabral
Pour les articles homonymes, voir Cabral.
Sérgio Cabral, né à Rio de Janeiro le 17 mai 1937 et mort le 14 juillet 2024 dans la même ville, est un journaliste, écrivain, compositeur et chercheur brésilien.

## Biographie
Né dans le quartier Cascadura de Rio de Janeiro, Sérgio de Oliveira Cabral Santos grandit dans le quartier de Cavalcante. Il perd son père à l'âge de quatre ans.
Sérgio Cabral commence sa carrière en 1957 comme reporter de police pour Diario da Noite (pt), le journal de l'après-midi de Diários Associados (pt). En 1969, déjà rédacteur politique d'Última Hora, il rejoint Jaguar (pt) et Tarso de Castro (pt) pour créer O Pasquim (pt). Pendant la dictature, il est temporairement arrêté pour son militantisme dans ce journal.
Il travaille comme producteur de musique entre 1973 et 1981. En tant que compositeur, il est partenaire de Rildo Hora (pt), écrivant les paroles de Janelas Azuis, Visgo de Jaca, Velha-Guarda da Portela et Os Meninos da Mangueira, entre autres
Il est également conseiller municipal de Rio de Janeiro pendant trois législatures, entre 1983 et 1993. Cette même année, il est nommé conseiller à la Cour des comptes municipale,, poste qu'il occupe jusqu'en mai 2007, date à laquelle il prend obligatoirement sa retraite à l'âge de 70 ans.
Il entretient d'importantes relations avec les écoles de samba dès le début des années 1960, lorsqu'il commence à couvrir le défilé du carnaval du centre-ville pour les médias. À TV Globo, il fait partie du jury spécialisé qui note depuis les années 1970 les présentations des écoles de samba : il juge au début le mestre-sala et le porta-bandeira, puis la commission initiale et enfin la samba-enredo. Avec une grande rigidité et connaissance, il est considéré comme le juré le plus sévère, réservant la note maximale uniquement pour une présentation d'anthologie.
Il travaille également comme commentateur de carnaval sur TVE, en 1980, et sur TV Manchete, en 1984, 1987, 1989 et 1990.

### Famille
Sérgio Cabral est le père du journaliste et homme politique Sérgio Cabral Filho.

## Œuvre
- As Escolas de Samba - o que, quem, onde, como, quando e porque (1974)
- Pixinguinha, Vida e Obra (1977)
- ABC do Sérgio Cabral (1979)
- Tom Jobim (1987)
- No Tempo de Almirante (1991)
- No Tempo de Ari Barroso (1993)
- Elisete Cardoso, Vida e Obra (1994)
- As Escolas de Samba do Rio de Janeiro (1996)
- A Música Popular Brasileira na Era do Rádio (1996)
- Pixinguinha Vida e Obra (1997)
- Antonio Carlos Jobim - Uma biografia (1997)
- Livro do Centenário do Clube de Regatas Vasco da Gama (1998)
- Mangueira - Nação Verde e Rosa (1998)
- Nara Leão - Uma biografia (1991)
- Quanto Mais Cinema Melhor - Uma biografia de Carlos Manga (2006)
- Grande Otelo - Uma biografia (2007)
- Ataulfo Alves (2009)